# البنك الوطني السويسري
البنك الوطني السويسري (بالألمانية: Schweizerische Nationalbank) و(بالفرنسية: Banque Nationale Suisse) و(بالإيطالية: Banca Nazionale Svizzera) و(بالرومانشية:Banca Naziunala Svizra) هو البنك المركزي السويسري. وهو المسؤول عن السياسة النقدية السويسرية وإصدار الأوراق النقدية من الفرنك السويسري.